# Abborrtjärnen (Överluleå socken, Norrbotten)
Abborrtjärnen är en sjö i Bodens kommun i Norrbotten och ingår i Alåns huvudavrinningsområde.